# Shannon Phillip
Shannon Phillip (9 novembre 1988) è un calciatore grenadino, difensore del Carib Hurricane e della Nazionale grenadina.

## Caratteristiche tecniche
È un difensore centrale.

## Carriera

### Club
Comincia a giocare in patria, al Carib Hurricane. Nel 2015 si trasferisce a Trinidad e Tobago, al Club Sando. Nel 2016 torna al Carib Hurricane.

### Nazionale
Debutta in Nazionale il 13 ottobre 2008, in Guadalupa-Grenada (2-1). Partecipa, con la Nazionale, alla Gold Cup 2011.